# Årstaskogens bäckravin

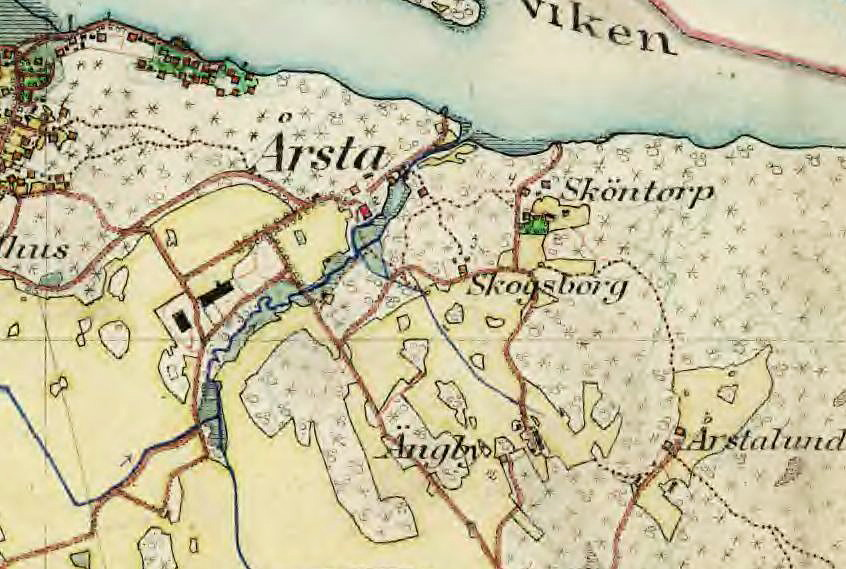
Årstaskogens bäckravin år 1900. Ett kvarnhjul för Årsta gårds kvarn är markerat.

Årstaskogens bäckravin, ligger i Söderort inom Stockholms kommun, stadsdel Årsta. Årstaskogens bäckravin är ca. 500 meter lång och var Valla åns och Årstabäckens ursprungliga, naturliga utflöde till Årstaviken.

## Historik

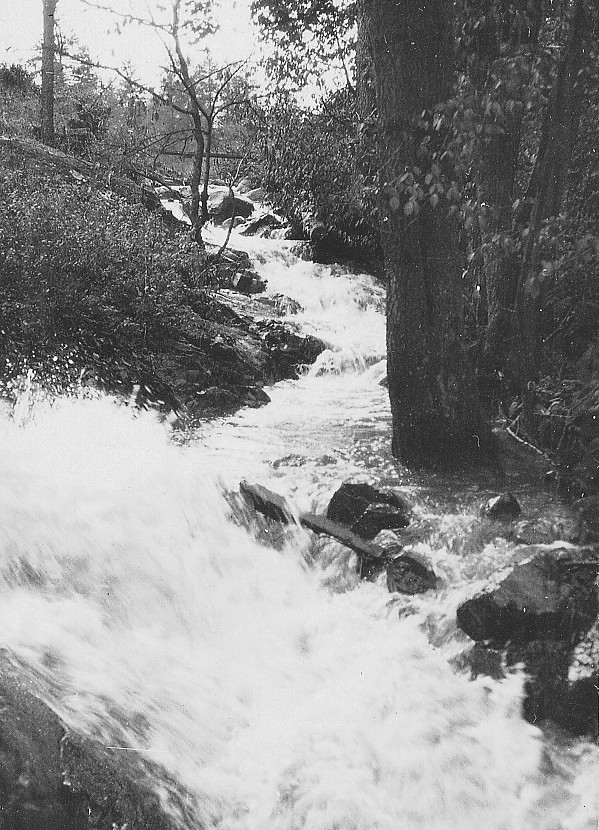
Årstaskogens bäckravin, 1930.

Årstaskogens bäckravin ligger omedelbart öster om Årsta gård som lär ha anor från 1300-talet. Gården omnämns första gången 1344 och ägdes då av Uppsala domkyrka. Att Årsta gård anlades intill en bäck var säkert ett medvetet val för att använda vattenkraften till bland annat en kvarn. Bäckravinen var ursprungligen Valla ås naturliga utlopp till Årstaviken. 
På kartan från 1861 "Trakten omkring Stockholm i IX blad, blad 5" syns tydligt Valla ås förlopp över Årstafältet förbi Årsta gård och fram till Årstaviken. Fortfarande 1908 finns hela åns sträckning där. Valla å som sammanhängande vattendrag försvann i och med utbyggnaden av Årsta och Enskede på 1930- och 1940-talen. Senare leddes dagvattnet till Årstaviken i ett öppet dike genom Storängsparken via Årstaskogens bäckravin. Under 1970-talet kulverterades (lades i rör) diket och vattnet leddes istället ner i en dagvattentunnel. Flödet upphörde och den gamla bäckravinen blev torrlagd. Ett fotografi från 1930 visar hur bäckravinens vattenfall kunde se ut innan dess.

## Nya vattenflödet
På Årstafältet finns sedan år 2002 en anlagd damm, Valla damm, för uppsamling och rening av dagvattnet. Det vattnet leds nu från Årstafältet tillbaka via ledningar till en nyanlagd våtmark i Storängsparken och vidare ut i Årstabäckens gamla lopp genom Årstaskogen.

## Ravinen återfödd
Den 28 juni 2007 har Bäckravinen åter fått rinnande vatten. Den gamla kulturmiljön kring kvarnområdet har lyfts fram och kvarndammen samt resterna av Årsta gårds kvarn har restaurerats. I bäckfåran har hålldammar byggts för att fåran inte ska torrläggas periodvis och utloppet muddrats och öppnats så att kontakten med Årstaviken återfåtts. Området har städats och rensats,  ormbunkar och örter planterats, en ny vägbro har byggts och den befintliga gångbron restaurerats. Fisktrappor för att möjliggöra fiskvandring upp i bäckfåran har anlagts.

## Nutida bilder

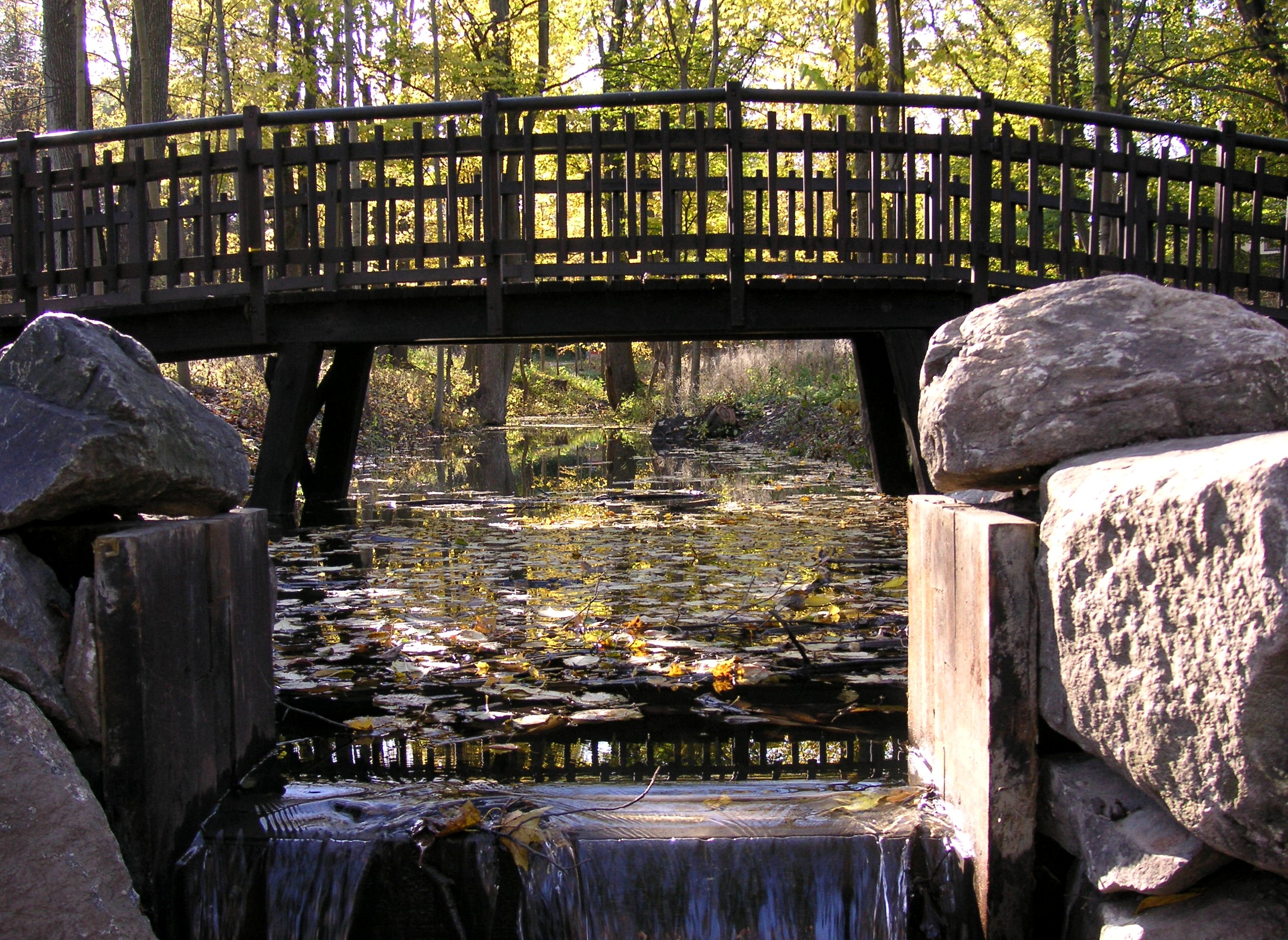
Hösten 2007.
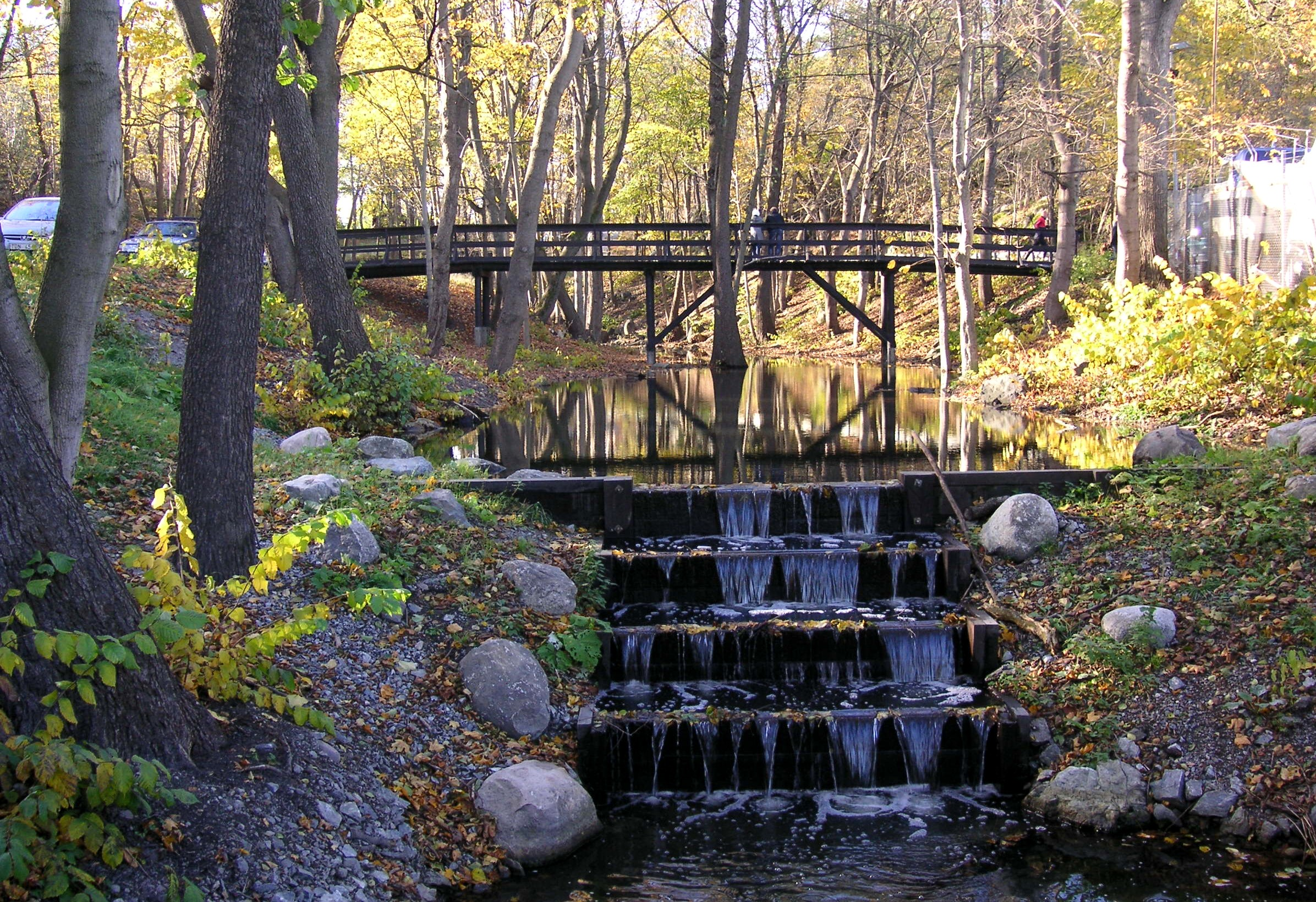
Hösten 2007.
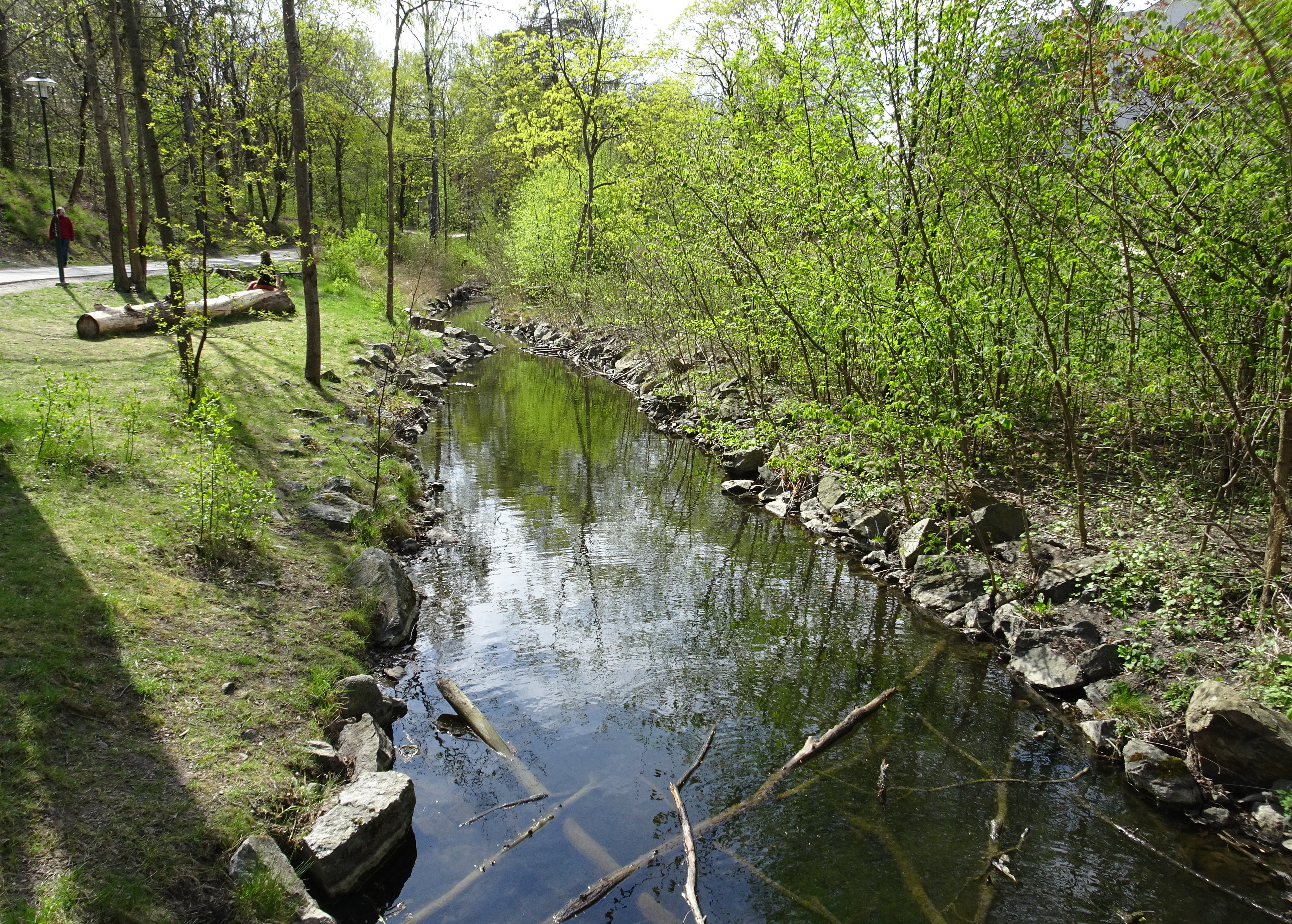
Våren 2020.
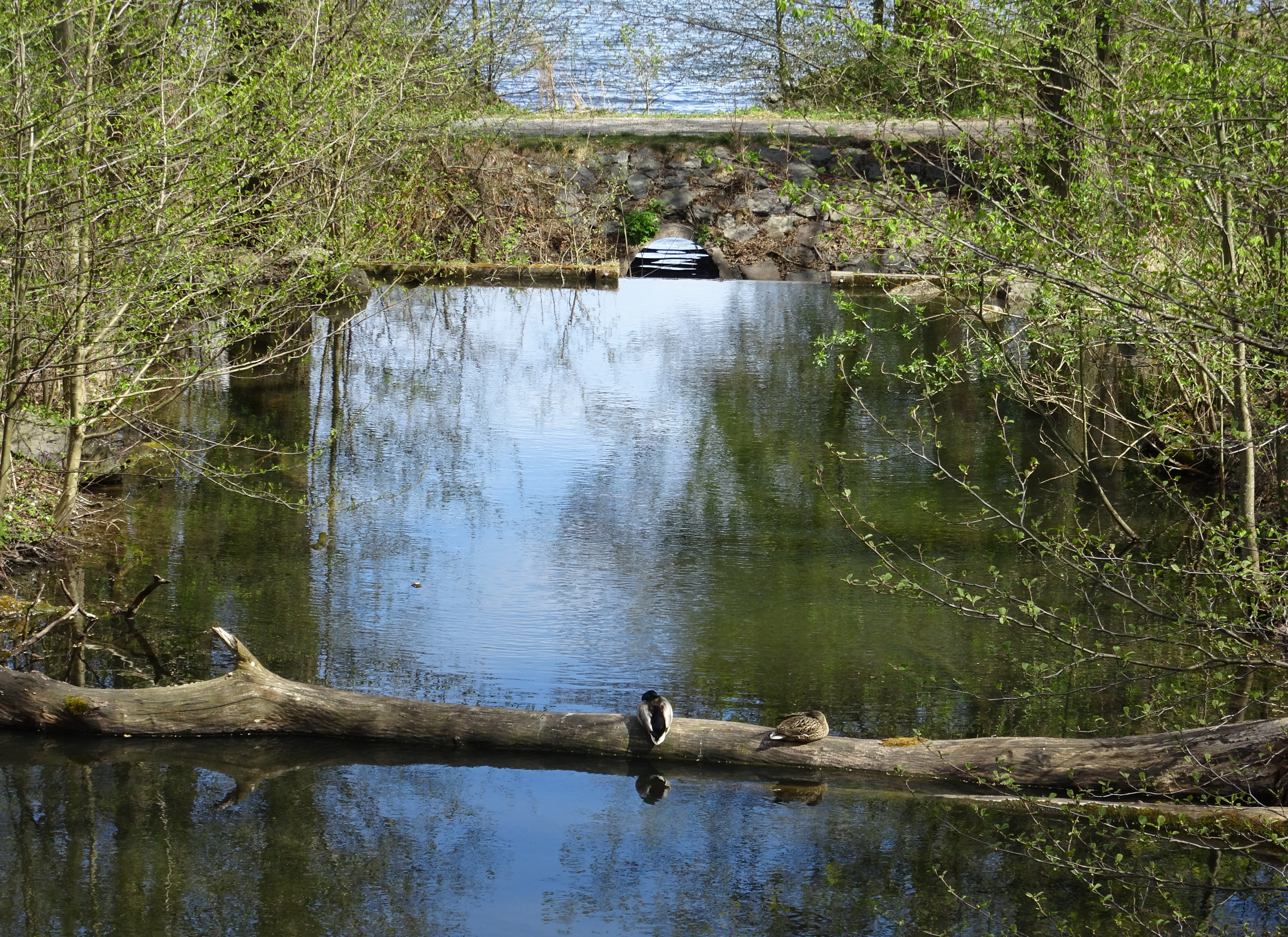
Våren 2020.